# Turckheim
Turckheim (tyska: Türkheim) är en kommun i departementet Haut-Rhin i regionen Grand Est (tidigare regionen Alsace) i nordöstra Frankrike. Kommunen ligger i kantonen Wintzenheim som tillhör arrondissementet Colmar. År 2022 hade Turckheim 4 033 invånare.

## Befolkningsutveckling
Antalet invånare i kommunen Turckheim
| Referens: INSEE |